# Division 1 (Schweden)
Division 1, oft auch Ettan bezeichnet, ist seit 2006 die dritthöchste Spielklasse im schwedischen Fußball. Der Name Division 1 tauchte bereits vorher im schwedischen Fußball auf und bezeichnete einst die erstklassige Allsvenskan sowie später mehrere Jahre die zweite Liga.

## Modus
In der 2006 eingeführten Spielklasse Division 1 treten 32 Mannschaften an, die in zwei Gruppen mit den Namen Division 1 Norra und Division 1 Södra mit jeweils 16 Mannschaften aufgeteilt werden. Die Klubs treten im klassischen Ligamodus jeweils in Hin- und Rückspiel gegeneinander an.
Die zwei Meister der beiden Division 1-Ligen steigen direkt in die Superettan auf, während die zwei Mannschaften, die in den beiden Division 1-Ligen den zweiten Platz belegen, in einer Relegationsrunde gegen die auf den Plätzen 13 und 14 in der Superettan rangierenden Klubs antreten. Die sechs Mannschaften, die die Plätze 14 bis 16 in den Division 1-Ligen erreichen, steigen in die jeweilige Division 2-Liga ab und werden durch deren Meister ersetzt.

## Geschichte der Dritten Liga

### Einführung
Bei der Einführung der Allsvenskan 1924 trug diese die Bezeichnung Division 1. Seinerzeit gab es noch keinen offiziellen Unterbau unter der Eliteserie, auch wenn es zu Auf- und Abstieg innerhalb einer gestaffelten Ligapyramide kam. Erst 1928 erhielten die unteren Ligen ihren offiziellen Status innerhalb des Ligasystems. Damit wurde auch die dritte Liga, die als Division 3 bezeichnet wurde, geschaffen. In acht Staffeln mit unterschiedlicher Anzahl an Mannschaften wurden die Staffelsieger ausgespielt, von denen jeweils zwei in einer anschließenden Aufstiegsrunde in Hin- und Rückspiel aufeinander trafen, um die vier Aufsteiger zur zweiten Liga zu ermitteln. Der Norden Schwedens wurde jedoch nicht in das Ligasystem einbezogen und die Vereine Nordschwedens mussten bis 1952 auf eine Teilnahme im höherklassigen Fußball warten.
Als 1932 die zweite Liga reformiert wurde, indem die Staffelanzahl auf vier Gruppen erhöht wurde, stiegen die jeweiligen zwei Staffelersten auf und in der Folgezeit kamen die Staffelsieger automatisch in die zweite Liga. Teilweise spalteten sich die einzelnen regionalen dritten Ligen in zwei Staffeln, so dass die jeweiligen Staffelsieger in Entscheidungsspielen gegeneinander antreten mussten.

### Nachkriegszeit
1947 kam es zu einem großen Schnitt, als im Rahmen einer Reform des Ligasystems die zweiten Ligen zu zwei Staffeln zusammengefasst wurden und gleichzeitig die dritte Liga von mittlerweile vor allem während des Zweiten Weltkriegs entstandenen 17 Drittligastaffeln auf vier Gruppen mit jeweils zehn Mannschaften reduziert wurde. Der Aufstieg wurde so geregelt, dass die jeweiligen Staffelsieger in die zweite Liga kamen, während die letzten drei Mannschaften jeweils in die Viertklassigkeit absteigen mussten. Fünf Jahre später wurde die Anzahl der Staffeln auf neun erhöht, da Nordschweden in das Ligasystem miteinbezogen wurde. Da parallel die zweite Liga erweitert wurde, galt der Auf- und Abstiegsmodus weiterhin. Bereits 1955 wurde der Modus neu überdacht, da Südschweden gleich behandelt wurde wie der Norden des Landes, obwohl die Anzahl der Vereine sich deutlich unterschied. Daher wurde die Anzahl der Staffeln auf zwölf erhöht, um dieser Ungleichverteilung gerecht zu werden. Die vier Staffelsieger im Norden spielten nach Ende der regulären Spielzeit zwei Aufsteiger aus, während in den restlichen Drittligastaffeln die jeweiligen Meister direkt aufstiegen.
In der Spielzeit 1957/58 wurde der Saisonverlauf auf Spielweise innerhalb des Kalenderjahres umgestellt. Daher trafen die Mannschaften aufgrund der verlängerten Saison nicht wie üblich nur zweimal aufeinander, sondern bestritten ein zusätzliches drittes Spiel.
Da die zweite Liga Anfang der 1970er Jahre erneut verringert wurde, kam es zu einer Änderung des Aufstiegsmodus. 1971 wurden in vier regionalen Aufstiegsgruppen acht Aufsteiger ermittelt, ab 1972 waren es nur noch sechs Mannschaften in drei Gruppen. Dieser Modus wurde bis 1980 beibehalten, ehe zur Spielzeit 1981 die Gruppen abgeschafft wurden und die zwölf Staffelsieger mit den vier in den jeweiligen Zweitligastaffeln auf den Relegationsplätzen platzierten Mannschaften in zwei Runden jeweils in Hin- und Rückspiel vier Plätze in der zweiten Liga ausspielten. Nach zwei Jahren kam es erneut zu einer Änderung, die zwölf Mannschaften spielten fortan untereinander sechs Aufsteiger aus.

### Umbenennung
1986 kam es abermals zu einer Ligareform in Schweden. Dies machte sich neben einer Neueinteilung in einzelnen Ligastufen vor allem im Namen bemerkbar: Die erste Liga hieß zwar weiterhin Allsvenskan, der Name Division 1 ging aber auf die zweithöchste Spielstufe über. Alle weiteren unterklassigen Ligen wurden parallel im Namen eins zurückgestuft, so dass beispielsweise die dritte Liga fortan unter dem Namen Division 2 firmierte. Parallel wurde die Anzahl der Staffeln auf vier Gruppen mit jeweils 14 Mannschaften reduziert. Wie bereits Ende der 1940er Jahre stiegen die jeweiligen Staffelsieger direkt in die Zweitklassigkeit auf, während die drei schlechtplatziertesten Vereine in die vierte Liga abstiegen.
Bereits vier Jahre später wurde die Konzentration jedoch teilweise wieder zurückgenommen und die Liga in acht Staffeln mit acht Mannschaften aufgegliedert. In einer Frühjahrsmeisterschaft wurde eine erste Runde gespielt, deren Sieger an der Herbstmeisterschaft der zweiten Liga teilnahm, während die Zweitplatzierten in der Drittligaherbstmeisterschaft mit den Absteigern der Zweitligafrühjahrsmeisterschaft um die Teilnahme an der Zweitligafrühjahrsspielzeit spielten. Dieser Halbjahresmodus wurde zwei Jahre durchgehalten und ab der Spielzeit 1993 wieder über das gesamte Jahr in einer einheitlichen Liga gespielt. In sechs Staffeln mit jeweils zwölf Mannschaften qualifizierten sich die Meister direkt für die zweite Liga, während die sechs Vizemeister in Hin- und Rückspielen in zwei Runden mit den zwei auf den Relegationsplätzen in der zweiten Liga platzierten Mannschaften um zwei weitere Plätze in der Zweitklassigkeit spielten.
1999 kam es zu einer weiteren Konzentration im höheren schwedischen Fußball. Die zwei Staffeln der zweitklassigen Division 1 wurden zusammengefasst. Von den 28 Mannschaften mussten zwölf direkt absteigen, während zwei weitere Mannschaften in Relegationsspielen gegen die besten zwei Staffelsieger antraten, die vorher in zwei Gruppenphase à drei Klubs ausgespielt wurden. Die neu geschaffene eingleisige zweithöchste Spielklasse bekam den Namen Superettan. Da gleichzeitig die unteren Ligen ihren Namen beibehielten, verschwand die Bezeichnung Division 1 aus der schwedischen Ligapyramide. Fortan spielten die sechs Staffelsieger wieder in Hin- und Rückspiel untereinander drei Aufsteiger in die Zweitklassigkeit aus.

### Konzentration von sechs auf zwei Staffeln
Zur Spielzeit 2006 kam es auch in der dritten Liga zu einer Konzentration. Seinerzeit fand eine Reform in der schwedischen Fußballligenpyramide statt, bei der die vormals sechs regionalen dritten Ligen zu zwei Staffeln zusammengefügt wurden. Während die Meister der Spielzeit 2005 weiters um den Aufstieg spielten, qualifizierten sich die drei in den einzelnen Staffeln dahinter platzierten Klubs direkt für die neue dritte Liga. Die sechs Fünftplatzierten spielten in zwei Gruppen vier weitere Mannschaften aus, die in der folgenden Spielzeit in der dritten Liga antreten konnten. Die jeweils zwei Letztplatzierten Mannschaften der einzelnen Drittligastaffeln traf es besonders hart, da sie aus der dritten Liga in die Fünftklassigkeit abstiegen.
Für die neue dritte Liga wurde die Bezeichnung Division 1 wieder eingeführt. Für die darunter befindlichen unterklassigen Ligen gilt die weitere Durchnummerierung, so dass beispielsweise die Division 2 die vierte Liga bezeichnet.
Zur Saison 2018 wurde die Division 1 auf je 16 Mannschaften aufgestockt.